# Municipio de Bismark (condado de Cuming)
El municipio de Bismark (en inglés: Bismark Township) es un municipio ubicado en el condado de Cuming en el estado estadounidense de Nebraska. En el año 2010 tenía una población de 178 habitantes y una densidad poblacional de 1,91 personas por km².

## Geografía
El municipio de Bismark se encuentra ubicado en las coordenadas 41°52′25″N 96°57′38″O / 41.87361, -96.96056. Según la Oficina del Censo de los Estados Unidos, el municipio tiene una superficie total de 93.28 km², de la cual 93,21 km² corresponden a tierra firme y (0,07 %) 0,06 km² es agua.

## Demografía
Según el censo de 2010, había 178 personas residiendo en el municipio de Bismark. La densidad de población era de 1,91 hab./km². De los 178 habitantes, el municipio de Bismark estaba compuesto por el 99,44 % blancos, el 0,56 % eran de otras razas. Del total de la población el 2,25 % eran hispanos o latinos de cualquier raza.